# الوكالة الأوروبية للمواد الكيميائية
الوكالة الأوروبية للمواد الكيميائية (بالإنجليزية: European Chemicals Agency)‏ (ومختصرها: ECHA; /ˈɛkə/ EK-ə) هي إحدى وكالات الاتحاد الأوروبي، وهي مسؤولة عن تنظيم القضايا التقنية والعلمية والإدارية المتعلقة تنظيم في الاتحاد الأوروبي يسمى تسجيل وتقييم وترخيص وتقييد المواد الكيميائية (مخنصره: REACH).
الوكالة الأوروبية للمواد الكيميائية هي السلطة التنظيمية القوية في الاتحاد الأوروبي والمسؤولة عن تشريعات المواد الكيميائية. تساعد الوكالة الشركات على الامتثال للتشريعات والتأكد من سلامة استعمال المواد الكيميائية وتوفير معلومات حولها والتعامل مع المواد الكيميائية المثيرة للقلق.
مقر الوكالة في هلسنكي عاصمة فنلندا.

## أبرز التشريعات
- تسجيل وتقييم وترخيص وتقييد المواد الكيميائية (REACH)[3]
- تنظيم التصنيف والترقيم والتغليف [الإنجليزية] (CLP)[4]
- تنظيم منتجات المبيدات الحيوية [الإنجليزية] (BPR)[5]
- الموافقة المسبقة عن علم (PIC)[6]
- السيطرة على المواد الكيميائية الخطرة

## روابط خارجية
- الموقع الرسمي